# روفينو خوسيه كويرفو
روفينو خوسيه كويرفو (بالإسبانية: Rufino José Cuervo Urisarri)‏ كاتب كولمبي درس اللاتينية واليونانية ، ولكن خصص الجزء الرئيسي من عمله لدراسة اختلاف اللهجات الإسبانية تحدث في كولومبيا. حول هذا الموضوع، كتب ملاحظات نقدية حول لغة بوغوتا عام 1867، والتي لا تزال مرجعا هاما في دراسة اللغة الإسبانية الأمريكية.
كان كويرفو واحداً من أوائل اللغويين الذين روجوا لاتحاد اللغة الإسبانية بمختلف أنواعها. وكان قلقًا من الاتجاه العنصري في اللغة الإسبانية المنطوقة، واعتقد أن هذه الظاهرة كانت مشابهة للأحداث التي تلت سقوط الإمبراطورية الرومانية، وبعد ذلك بدأت اللاتينية بالتدريج تنقسم إلى عدة لغات مستقلة، مثل الإسبانية والبرتغالية والإيطالية.
في عام 1878 تم قبوله كممثل كولومبي في Real Academia Española . في عام 1882 انتقل إلى باريس ، حيث عاش حتى وفاته في عام 1911.